# Front office (finance)
Pour les articles homonymes, voir Front office.
 (5 janvier 2019).
Sa qualité peut être largement améliorée en utilisant un vocabulaire plus directement compréhensible.
Dans le domaine de la finance de marché, particulièrement celui de la gestion d'actifs au sein d'établissements financiers, le terme front-office désigne les métiers des opérateurs de marché ou traders situés en salle de marché, dont le rôle consiste à surveiller et anticiper l'évolution des marchés financiers pour négocier l'achat ou la vente d'instruments financiers de manière à générer du profit,.
Le front-office se distingue ainsi du middle-office (suivi de marché) chargé du contrôle et du suivi, et du back-office (post-marché) chargé des tâches administratives.
Il existe une hiérarchie entre ces activités, les traders du front-office étant beaucoup mieux rémunérés et considérés que leurs collègues. Il est ainsi difficile de passer du middle-office au front-office, ce dernier "réclamant des aptitudes et des qualifications fondamentalement différentes" même si certains traders comme Jérôme Kerviel ont connu une telle promotion.
En France, la traduction officielle française du terme front-office est salle de marchés définie comme le "lieu regroupant les opérateurs chargés de prendre des positions sur les marchés financiers, monétaires et des devises, nationaux et internationaux, pour le compte de l'établissement ou de la clientèle".
Par extension, le terme front-office peut prendre un sens plus large et désigner les services en liaison directe avec la clientèle.

## Organisation
Le front-office est généralement une surface de bureau aménagée en plateau ouvert et subdivisé en entités spécialisées appelées desk.
Chaque desk traite un type de produits financiers ou un marché spécifique. S'y ajoute le plus souvent un desk dit "de Trésorerie" qui publie les taux de financement et vise à assurer le refinancement de la salle des marchés.
Les grands établissements possèdent souvent des front-office sur plusieurs endroits du globe de manière à dépasser les contraintes des fuseaux horaires.

## Spécialités
- Le négoce de gros, notamment sur le change comptant des principaux couples de devises, ou sur les dettes souveraines.
- L'animation de marché (market making), fonction souvent contractuelle où l'émetteur d'instruments peu liquides, comme les warrants ou les certificats, s'engage à les coter en permanence ; les spécialistes en valeurs du trésor (SVT) et les négociants principaux (primary dealers), qui cotent les titres de la dette publique au terme d'un contrat signé avec le Trésor, français et américain respectivement, sont des animateurs de marché (market makers).
- L'intermédiation, c'est-à-dire l'achat ou la vente de produits financiers auprès de la clientèle d'entreprise ou des gérants de fonds.
- L'arbitrage entre plusieurs bourses cotant une même action, ou entre un marché comptant et un marché à terme.
- La spéculation.

## Contribution
Ce terme désigne la diffusion sur le marché d'une donnée :
- une fourchette de cotation, c'est-à-dire un prix proposé à l'achat et un prix proposé à la vente ;
- le prix d'une transaction déjà conclue (sans identifier la contrepartie) ;
- un taux interbancaire moyen sur la journée, notamment pour une banque dont le taux moyen, pour une durée spécifique, entre dans le calcul d'un index ;
- la valeur d'un index lui-même, par exemple la Banque centrale européenne contribue quotidiennement la gamme des Euribor.

La fonction de contribution s'applique essentiellement aux marchés de gré à gré plutôt qu'aux marchés organisés, où les prix sont formés par la confrontation informatisée des ordres d'achat et de vente au sein d'un carnet d'ordres central. Toutefois, elle s'applique aussi aux titres peu liquides, tels que les warrants et les certificats, et certaines actions ; la banque d'investissement, qui émet warrants et instruments, ou qui introduit en bourse une société de faible capitalisation, en anime ensuite le marché, généralement en vertu d'un contrat d'animation signé avec la bourse. L'animateur de marché chargé de ces titres, au sein du service clientèle, les cotes sous la forme d'ordres d'achat et de vente à cours limite qu'il transmet électroniquement à la bourse.
Contribuer requiert l'installation d'un serveur de contribution, un logiciel qui transmet sur le réseau d'un intégrateur, comme Reuters ou Bloomberg les cotations saisies à l'écran par l'opérateur.
Ces données sont alors rediffusées auprès de tous les autres acteurs du marché abonnés au service. L'affichage, à une seconde donnée, d'un cours de change, est ainsi l'effet d'une transaction conclue et contribuée par un service clientèle quelque part dans le monde.

## Principaletagency
On peut effectuer les opérations (trading) soit selon le mode principal soit selon le mode agency :
- Principal signifie que les opérations effectuées apparaissent au bilan de l'établissement et consomment par conséquent ses fonds propres. Ces opérations doivent être prises en compte dans le dispositif Bâle II et vraisemblablement être incluses dans le reporting destiné à l'autorité de tutelle bancaire.
- Agency signifie que les opérations mettent le client face au marché ; la banque ou le courtier n'est qu'un agent, prestataire de service, à qui le client délègue le cas échéant le respect de ses propres obligations réglementaires. Si le compte de résultats de l'agent enregistre sa rémunération, en revanche le compte de bilan n'est pas affecté. L'activité agency est neutre sur le calcul d'adéquation des fonds propres et n'entame pas les limites de contrepartie que l'on s'applique en principal.

## Outils utilisés
- L'affichage de dépêches et de cotations en temps réel ; si l'opérateur est un gérant, il utilise également des outils qui affichent des historiques de cours, comme Datastream, de classement de fonds, comme Morningstar ou Standard & Poor's ; s'il est spécialisé sur les actions, il utilise encore des outils d'analyse financière sur les émetteurs, comme Research Direct ou First Call, de calcul de consensus, comme I/B/E/S (en), ou d'analyse factorielle de la performance, comme Barra ou Statpro (en).
- Les cartes de prix (pricers), souvent des feuilles Excel dotées de macros, pour effectuer des calculs directement sur les prix de marché, par exemple un cours de change croisé à partir des cotations entre deux couples de devise ayant une devise commune.
- L'enregistrement des négociations et la tenue de position qui en résulte.
- Le cas échéant, des systèmes de trading électronique.
- Un outil de contrôle de limites d'engagement sur une contrepartie ou une classe d'actifs. Cet outil est le plus souvent intégré à celui de tenue de position.
- Des outils de reporting qui restituent les positions et les éditions à valeur ajoutée établies par le post-marché.
- Une téléphonie évoluée, qui enregistre généralement les conversations avec les clients, en prévision d'éventuels litiges, et qui permet le cas échéant de prendre un appel d'un client sur n'importe quel poste de travail.